# SIMP J013656.5+093347
SIMP J013656.5+093347 – brązowy karzeł znajdujący się w konstelacji Ryb. Został odkryty w 2006 roku w ramach programu SIMP.
Jest najjaśniejszym obiektem tego typu widzialnym z półkuli północnej (obserwowana wielkość gwiazdowa: 12,77m) oraz drugim najjaśniejszym w ogóle (po ε Indi Bab). Położony jest około 6,4 ± 0,3 parseków od Ziemi.